# 恩格斯爾章克申 (亞利桑那州)
恩格斯爾章克申（英語：Engesser Junction）是位於美國亞利桑那州尤馬縣的一個非建制地區。該地的面積和人口皆未知。

## 地理
恩格斯爾章克申的座標為33°12′04″N 113°52′21″W / 33.20111°N 113.87250°W，而該地的平均海拔高度為415米（即1362英尺）。